# Carlos Miori
Carlos Horacio Miori es un exfutbolista y actual director técnico de Club Atlético Libertad (Mar del Plata, Argentina).

## Trayectoria
Carlos Miori en su natal Argentina jugó en equipos como Club Atlético Kimberley, Club Atlético San Lorenzo de Mar del Plata, Atlético Club San Martín de Mendoza. En Ecuador jugó en el Club Sport Emelec de Guayaquil y en Colombia en el Corporación Deportiva América de Cali
Con el Emelec en 1979 fue campeón y máximo goleador del campeonato ecuatoriano con 26 anotaciones. En total en este equipo anotó 73 goles.
Con América de Cali fue semifinalista de la Copa Libertadores 1980.
Posteriormente, retirado como futbolista profesional no se desvinculó del fútbol. Como asistente de campo en el Club Sportivo Ben Hur formó parte del cuerpo técnico del club que ganó el torneo Argentino A 2004/05 y ascendió a la B Nacional. También ha sido comentarista deportivo y director técnico.

## Palmarés como jugador
| Distinción | Torneo                 | Club   | País    | Año  |
| ---------- | ---------------------- | ------ | ------- | ---- |
| Campeón    | Campeonato ecuatoriano | Emelec | Ecuador | 1979 |
| Goleador   | Campeonato ecuatoriano | Emelec | Ecuador | 1979 |